# Oliver Luck
Oliver Francis Luck (5 aprile 1960) è un ex giocatore di football americano e dirigente sportivo statunitense che ha militato nei ruoli di quarterback nella National Football League (NFL). Dal 2020 è il commissioner della X Football League.

## Carriera
Luck fu scelto nel secondo giro come 44º assoluto nel Draft NFL 1982 dagli Houston Oilers. Fu il terzo quarterback selezionato dopo Art Schlichter (4º a Baltimore) e Jim McMahon (5º a Chicago). Nella sua stagione da rookie non scese mai in campo. Nella seconda gli Oilers lo fecero partire come quarterback titolare, lanciando 8 touchdown e 13 intercetti, con 1.375 yard passate mentre gli Oilers faticarono con un record di 2-14. Nelle stagioni 1982 e 1983 fu compagno del quarterback Archie Manning.
Nel 1984 gli Oilers firmarono la stella della Canadian Football League Warren Moon. Luck giocò come riserva di Moon per la maggior parte della stagione, passando 256 yard, 2 touchdown e un intercetto. Segnò inoltre un touchdown su corsa.
Nelle stagioni 1985 e 1986, Luck continuò ad essere la riserva di Moon. Nel 1985 lanciò 2 touchdown e 2 intercetti. Nel 1986, la sua ultima stagione, passò 341 yard, un touchdown e 5 intercetti.

## Famiglia
È il padre di Andrew Luck, ex quarterback degli Indianapolis Colts e prima scelta assoluta del Draft NFL 2012.